# Andrés Escala
Andrés Felipe Escala Astorquiza (Santiago, 6 de mayo de 1977) es un astrofísico chileno. Realizó una nueva formulación de la ecuación propuesta en 1932 por Max Kleiber donde se buscaba determinar el gasto energético basal en algunas especies, también conocida como la ley del fuego de la vida, determinando que la debilidad de esta teoría no se encontraría en las variables de los organismos, sino en su mala formulación matemática.

## Biografía
Estudió licenciatura en Ciencias con mención en Física en la Universidad de Chile, graduándose en 1998. En 2000 y 2001 recibió dos magísteres en la Universidad de Yale, y obtuvo doctorados en Ciencias mención Astronomía por la Universidad de Yale y por la Universidad de Chile en 2004. Posteriormente, entre 2006 y 2009 se desempeñó como investigador asociado del Kavli Institute for Particle Astrophysics and Cosmology de la Universidad de Stanford.
Es director del Departamento de Astronomía de la Universidad de Chile, director del Observatorio Nacional Cerro Calán, e investigador del Centro de Excelencia en Astrofísica y Tecnologías Afines (CATA).

## Investigación de la ley de Kleiber
Al realizar un análisis de la ley de Kleiber, que buscaba determinar el gasto energético basal de algunas especies, Escala notó problemas de formulación matemática que solucionó con la aplicación de la teoría de caída libre de Isaac Newton, la homología dimensional.
Escala afirmaría que es posible "ver cómo varía el consumo de energía de los organismos si el planeta se calienta" y "como (la nueva fórmula) depende de la temperatura, te va a decir cómo los organismos van a comenzar a consumir energía en términos basales, entonces si el planeta cambia su temperatura, cambia el funcionamiento de los organismos."